# Sammy Armes
Samuel Armes (30 tháng 3 năm 1908 — 1958) là một cầu thủ bóng đá người Anh thi đấu ở vị trí outside right.
Armes gia nhập Wigan Athletic năm 1934, và ghi được 20 bàn trong 47 trận tại Cheshire League trước khi được ký hợp đồng với Leeds United trong mùa giải 1935–36.